# カラハリ (小惑星)
カラハリ (1702 Kalahari) は小惑星帯にある小惑星。アイナー・ヘルツシュプルングがヨハネスブルグのユニオン天文台で発見した。
アフリカ南部のカラハリ砂漠に因んで命名された。